# Parlamento Panafricano
El Parlamento Panafricano, también conocido como Parlamento Africano, es uno de los nueve órganos de la Unión Africana. Su creación está establecida en el Tratado que de la Comunidad Económica Africana o Tratado de Abuya. En la actualidad tiene poderes de supervisión consultiva y presupuestaria de la Unión Africana aunque el objetivo según el documento de creación es que en un futuro asuma plenos poderes legislativos y sus miembros sean elegidos por sufragio universal directo a semejanza del Parlamento Europeo.
El 24 de junio de 2014 en la Vigésimo tercera sesión ordinaria de la Asamblea de la Unión Africana  adoptó un nuevo protocolo del Acto constitutivo de la Unión Africana Relativo al Parlamento Panafricano que debe entrar en vigor tras ser ratificado por una mayoría simple de los Estados miembros. De los 55 miembros de la Unión Africana en diciembre de 2020 habían firmado el protocolo 21 estados y lo habían ratificado 12 de ellos.
En la actualidad está compuesto, según información oficial de su página web por 229 miembros que representan a 52 países africanos. La elección de sus miembros no es por sufragio universal sino que son elegidos o designados por sus respectivos Parlamentos nacionales o cualquier otro órgano legislativo de los Estados miembros.
El Parlamento está diseñado como una plataforma para que las personas de todos los estados africanos puedan participar en las discusiones y la toma de decisiones sobre los problemas y desafíos que enfrenta el continente.
Inicialmente su sede estaba en Adisa Abeba pero ya en su segunda legislatura se trasladó a su sede actual en Midrand, Johannesburgo, Sudáfrica.
Desde abril de 2020 el presidente interino del Parlamento Panafricano es el argelino Bouras Djamel quien sustituyó a Roger Nkodo Dang que asumió la presidencia del Parlamento Panafricano 2015 a marzo de 2020. Bouras Djamel ocupará el puesto hasta la próxima Sesión Plenaria del Parlamento Panafricano momento en que deberá elegirse la nueva presidencia.
La primera presidencia del Parlamento Panafricano fue asumida por la tanzana Gertrude Mongella (2004-2008).
En la actualidad el parlamento se encuentra en la 5ª legislatura. La última reunión plenaria se celebró en octubre de 2019.

## Historia
El primer Parlamento fue inaugurado el 18 de marzo de 2004, en Addis Abeba, Etiopía. Se trata de uno de los nueve órganos de la Unión Africana previstos en el artículo 5 del Acta Constitutiva de la Unión Africana, adoptada el 11 de julio de 2000 en Lomé, Togo.
En la sesión del 18 de marzo de 2004 prestaron juramento 202 legisladores y legisladoras de 41 países que eligieron como presidenta del Parlamento Panafricano a Gertrude Mongella de Tanzania. Fueron elegidos para las vicepresidencias: Fernando Dias Van-Dúnen (Angola), Mohammed Lutfi Farahat (Libia), Elise Loum (Chad) y Jérôme Sacca Kina Guezere (Benín).
La composición, poderes, funciones y organización del PAP se definen en el artículo 2 del Protocolo del Tratado por el que se establece la Comunidad Económica Africana relacionada con el Parlamento Panafricano, adoptado en Sirte, Libia, el 2 de marzo de 2001. El parlamento representa a todos los pueblos de África. Actualmente está compuesto por 229 miembros del Parlamento que representan a 52 países africanos.

## Dirección
La dirección del Parlamento Panafricano está compuesto por una presidencia y 4 vicepresidencias elegidas por un mandato de tres años. Representan las 5 regiones de África: África del Norte, África central, África del Oeste, África del Éste y África del Sur.  
Desde abril del 2020 el presidente del Parlamento Panafricano es: Bours Djamel (interino) y el vicepresidente es F.Z. Charumbira.

## Composición
El Parlamento Panafricano está compuesto por cinco miembros elegidos por cada Estado miembro que haya ratificado el Protocolo, incluyendo al menos una mujer. Son elegidos o designados por sus respectivos Parlamentos nacionales o cualquier otro órgano legislativo de los Estados miembros. 
Además de la condición sobre la representación de la mujer, la composición de cada Estado Miembro debe reflejar la diversidad de opiniones políticas en cada Parlamento Nacional u otro órgano deliberativo. 
El mandato de los miembros del Parlamento Panafricano comienza desde el día en que toman posesión del cargo o hacen una declaración solemne durante una sesión plenaria. En el ejercicio de sus funciones, los miembros del Parlamento Panafricano disfrutan de inmunidades y privilegios en el territorio de cada Estado miembro.
La duración del mandato de todo parlamentario está relacionado con la de su mandato de miembro de su parlamento o todo órgano legislativo nacional.
Según la página web de la institución, en 2020 el Parlamento panafricano está compuesto por 229 miembros que representan a 52 países africanos.

## Comisiones Permanentes
- Comisión de Economía Rural, Agricultura, Recursos Naturales y Medio Ambiente
- Comisión de Asuntos Monetarios y Financieros;
- Comisión de Asuntos de Comercio, Aduanas e Inmigración;
- Comisión de Cooperación, Relaciones Internacionales y Resolución de Conflictos;
- Comisión de Transporte, Industria, Comunicaciones, Energía, Ciencia y Tecnología;
- Comisión de Salud, Trabajo y Asuntos Sociales;
- Comisión de Educación, Cultura, Turismo y Recursos Humanos;
- Comisión de Género, Familia, Jóvenes y Personas con Discapacidad;
- Comisión de Justicia y Derechos Humanos;
- Comisión de Reglas, Privilegios y Disciplina

## Presidencia del Parlamento Panafricano
Gertrude Mongella fue la primera persona en asumir la presidencia del Parlamento Africano tras su creación. Estuvo al frente de esta institución de 2004 a 2008.
| Presidencia del Parlamento Panafricano | Presidencia del Parlamento Panafricano | Presidencia del Parlamento Panafricano | Presidencia del Parlamento Panafricano | Presidencia del Parlamento Panafricano |
| No                                     | Nombre                                 | Inicio                                 | Final                                  | País                                   |
| -------------------------------------- | -------------------------------------- | -------------------------------------- | -------------------------------------- | -------------------------------------- |
| 1                                      | Gertrude Mongella                      | 2004                                   | 2008                                   | Tanzania                               |
| 2                                      | Idriss Ndele Moussa                    | 2009                                   | 2012                                   | Chad                                   |
| 3                                      | Bethel Nnaemeka Amadi                  | 2012                                   | 2015                                   | Nigeria                                |
| 4                                      | Roger Nkodo Dang                       | 2015                                   | marzo de 2020                          | Camerún                                |
| 5                                      | Bouras Djamel (interino)               | abril de 2020                          | junio de 2022                          | Argelia                                |
| 6                                      | Fortuna Z. Charumbira                  | junio de 2022                          | actual                                 | Zimbabue                               |